# Verdedigingsbelasting

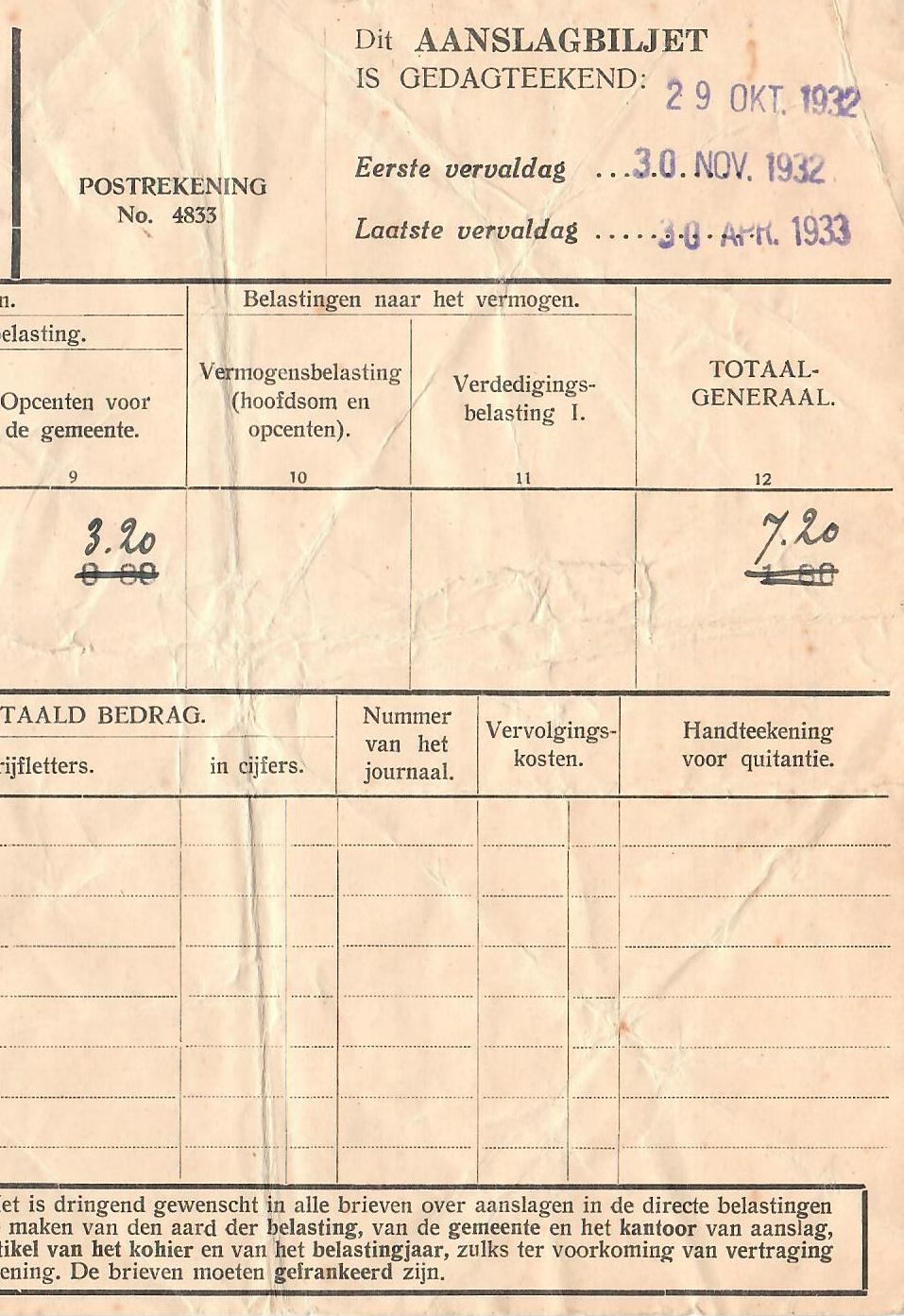
Deel van een aanslagbiljet inkomstenbelasting/vermogensbelasting uit het belastingjaar 1931/1932 met daarop de post Verdedigingsbelasting I

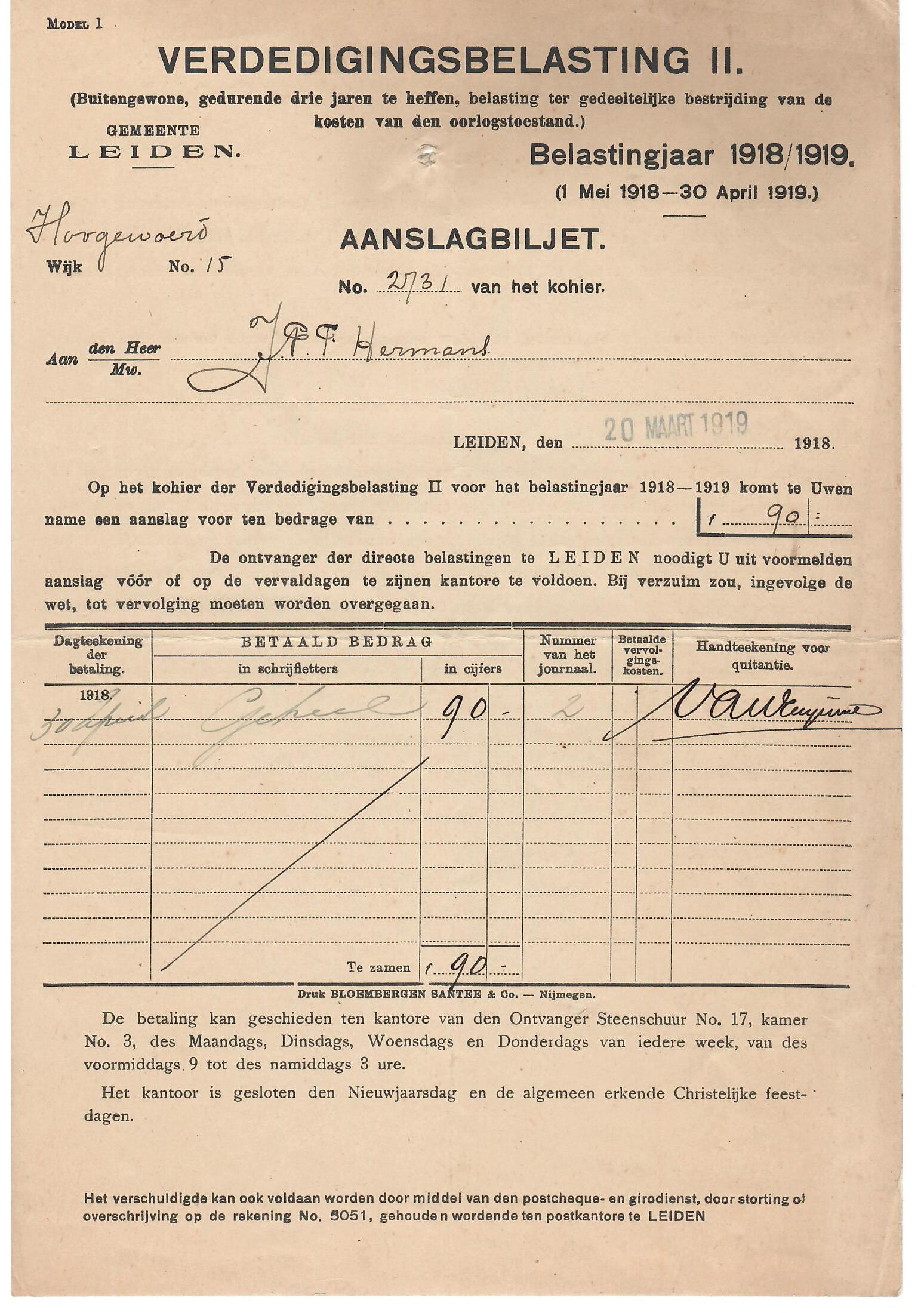
Aanslagbiljet Verdedigingsbelasting II voor het belastingjaar 1918/1919.

De Verdedigingsbelasting I en II waren Nederlandse belastingwetten die als gevolg van snel oplopende overheidstekorten door onder meer de mobilisatie van het Nederlandse leger en de bijbehorende verdedigingsinspanningen tijdens de Eerste Wereldoorlog (28 juli 1914-11 november 1918) werden ingevoerd.

## Verdedigingsbelasting I
De Wet van 18 augustus 1916 tot heffing der verdedigingsbelasting I, Stb. 411, was een progressieve vermogensbelasting die ingevoerd werd per 1 mei 1916 en eenmalig bedoeld was. Hij werd geheven naast de ‘gewone’ vermogensbelasting (Wet van 27 september 1892 op de vermogensbelasting) en zou dus eindigen op 30 april 1917, maar werd telkens verlengd totdat in 1941 de Duitse bezettingsautoriteiten deze belasting lieten vervallen.
Belastingplichtig voor de Verdedigingsbelasting I waren dezelfde personen als voor de ‘gewone’ vermogensbelasting. De progressieve heffing begon bij vermogens van meer dan ƒ 50.000,-. De eerste schijf liep van ƒ 50.000,- tot en met ƒ 100.000,-. met een tarief van 0,2%. Bij elke opvolgende schijf kwam er 0,2% bij. De tweede schijf, die liep van f 100.000,- tot en met f 150.000,- had dus een tarief van 0,4%. De lengte van de schijven werd, naarmate er meer vermogen was, steeds langer. Zo liep de 12e schijf van ƒ 2.000.000,- tot ƒ 2.500.000,- bij een tarief van 2,4%. Het hoogste tarief bedroeg 6% voor vermogen dat hoger was dan ƒ 11.000.000,-.

## Verdedigingsbelasting II
De Wet van 18 augustus 1916 tot heffing der verdedigingsbelasting II, Stb. 412, was een toeslag op de inkomstenbelasting die ingevoerd werd per 1 mei 1917 over het aangiftetijdvak 1916/1917 (aangiftetijdvakken waren toen niet gelijk aan kalenderjaren) en was eenmalig bedoeld. Hij werd als toeslag geheven naast de ‘gewone’ inkomstenbelasting (Wet op de inkomstenbelasting 1914) en zou dus eindigen op 30 april 1917, maar werd tot 1 mei 1930 telkens verlengd (en verviel derhalve met ingang van het inkomstenbelastingjaar 1930/1931).
Belastingplichtig voor de Verdedigingsbelasting II waren dezelfde personen als voor de ‘gewone’ inkomstenbelasting. Het was een progressieve schijvenbelasting. De toeslag begon bij een eerste schijf met een belastbare som van tussen de ƒ 650,- en ƒ 700,-, waarvoor de toeslag ƒ 1,- bedroeg (een extra tarief derhalve van 2% bovenop de ‘gewone’ inkomstenbelasting). De lengte van de schijven werd, naarmate er meer inkomen was, steeds langer, en het tarief steeds hoger. Zo gold voor de schijf tussen de ƒ 1.600,- en de ƒ 2.000,- een tarief van ƒ 2,50 per f 100,- inkomen, een tarief derhalve van 2,5%. Deze progressie werd voortgezet tot belastbare sommen van ƒ 100.000,- om daarna op een vast eindtarief van 15% te eindigen (voor alle belastbare sommen boven de ƒ 100.000,-)
De Verdedigingsbelastingen bleken een groot succes en beiden bleven dan ook veel langer bestaan dan oorspronkelijk bedoeld. Het had een duurzame verhoging van de belastingdruk op vermogen en inkomen tot gevolg. Het zijn dan ook deze wetten geweest, samen met de Oorlogswinstbelasting, die een enorme impuls gaven aan de ontwikkeling van het beroep van belastingconsulent. Vanaf 1917 begon dat beroep zich dan ook sterk te ontwikkelen hetgeen culmineerde in de oprichting van de eerste beroepsorganisatie van belastingconsulenten (later belastingadviseurs geheten), de Bond van Belastingconsulenten in 1931.